# Gargariërs
De Gargariërs waren volgens de Griekse mythologie een volksstam die geheel uit mannen bestond. Eens in het jaar hadden zij geslachtsgemeenschap met de Amazonen om aldus beide stammen in stand te kunnen houden. De Amazonen behielden hun vrouwelijke borelingen om ze tot krijgsvrouw op te leiden, maar gaven hun mannelijke nakomelingen aan de Gargariërs.
De oud-Griekse geograaf Strabo plaatste de Gargariërs aan de noordelijke voet van de bergen van de Kaukasus. Meerdere geleerden linken de Gargarïers met het Noord-Kaukasische volk - Galgaï (Ghalghaï). Volgens historicus Evgeny Krupnov wordt de juistheid van de lokalisatie van Strabo's Gargariërs in de vallei Galga-çu (Ingoesjetië) bevestigd door archeologische, antropologische en etnografische gegevens.